# 42733 Andrébaranne
42733 Andrébaranne è un asteroide della fascia principale. Scoperto nel 1998, presenta un'orbita caratterizzata da un semiasse maggiore pari a 2,6428542 au e da un'eccentricità di 0,2004139, inclinata di 4,46370° rispetto all'eclittica.